# Al matí (Grieg)
Al matí (en noruec Morgenstemning ørkenen i) és un extracte de la música que Edvard Grieg compongué el 1874 per a l'obra Peer Gynt, escrita per l'autor noruec Henrik Ibsen. El tema d'aquesta peça es toca per rotació, amb flauta i amb oboè.

## Ambientació
La peça retrata la sortida del sol durant l'Acte IV, Escena 4, del drama d'Ibsen, en el qual l'heroi epònim es troba extraviat en el desert marroquí després que els seus companys s'hagin emportat el seu iot i l'hagin abandonat mentre dormia. L'escena comença amb la següent descripció:
| « | Comença a clarejar. Grup d'arbres amb acàcies i palmeres. Peer Gynt, enfilat a un arbre, es defensa d'un tropell de micos, amb una branca. | » |

El matí no és molt conegut en la seva ambientació original quan de fet l'entorn de les suites de Peer Gynt el treuen del context original del drama, i les imatges dels orígens escandinaus de Grieg sorgeixen més freqüentment en els entorns que l'acompanyen que les imatges del desert pel que van ser escrites.